# Meaghan Jette Martin
Meaghan Jette Martin sinh ngày 17 tháng 2 năm 1992 ở Las Vegas, Nevada. Cô được biết nhiều qua vai Tess Tyler trong phim Camp Rock của kênh Disney. Cô cũng đóng vai phụ trong phim The Suite Life of Zack and Cody, Close to Home và Just Jordan. Cô đã hát đơn ca 2 bài trong phim Camp Rock, đó là "Two Stars" và "Too Cool".
Cô có gương mặt rất khả ái và giọng nhẹ nhàng bay bổng. Mọi người nghĩ nông cạn rằng Meagh kiêu như phim nhưng không phải. Cô rất hòa đồng, vui vẻ, được các bạn diễn yêu quý.

## Đời tư
Martin đã đính hôn với nam diễn viên người Anh Oli Higginson vào tháng 5/2016. Họ đã kết hôn vào ngày 24 tháng 9 năm 2016, tại London, Vương quốc Anh.

## Vai diễn

### Phim
| Năm  | Tiêu đề                    | Vai           | Chú thích                |
| ---- | -------------------------- | ------------- | ------------------------ |
| 2008 | Camp Rock                  | Tess Tyler    | Phim truyền hình         |
| 2009 | Dear Lemon Lima            | Megan Kennedy |                          |
| 2010 | Camp Rock 2: The Final Jam | Tess Tyler    | Phim truyền hình         |
| 2010 | Privileged                 | Vera          |                          |
| 2011 | Mean Girls 2               | Jo Mitchell   | Phim truyền hình         |
| 2011 | Sironia                    | Aubrey        |                          |
| 2013 | The Good Mother            | Melanie       | Phim truyền hình         |
| 2013 | Geography Club             | Trish         |                          |
| 2014 | Senior Project             | Natalia Bell  |                          |
| 2014 | Time Does Not Pass         | Girl          | Phim ngắn                |
| 2015 | Safelight                  | Sharon        |                          |
| 2019 | Wives of the Landed Gentry | Lavinia       | Phim ngắn; Đồng sản xuất |
| 2020 | Unstable Bitches           | Grace         | Phim ngắn                |
| 2020 | Bad News                   | Gina          | Phim ngắn                |
| TBA  | Journey                    | Samantha      |                          |

### Truyền hình
| Năm       | Tiêu đề                                                | Vai                   | Chú thích                          |
| --------- | ------------------------------------------------------ | --------------------- | ---------------------------------- |
| 2007      | Just Jordan                                            | Ashley                | Episode: "Home Alone in the Diner" |
| 2007      | Close to Home                                          | Candy                 | Episode: "Fall from Grace"         |
| 2007      | The Suite Life of Zack & Cody                          | Stacey                | Episode: "Sleepover Suite"         |
| 2008      | Jonas Brothers: Living the Dream                       | Herself               | Episode: "Hello Hollywood"         |
| 2008      | Disney Channel's 3 Minute Game Show                    | Herself / Host        | 6 episodes                         |
| 2008      | Disney Channel Games                                   | Herself / Online Host | 5 episodes                         |
| 2008      | House                                                  | Sarah                 | Episode: "Joy to the World"        |
| 2008      | Holly and Hal Moose: Our Uplifting Christmas Adventure | Easton (voice)        |                                    |
| 2009–2010 | 10 Things I Hate About You                             | Bianca Stratford      | Main role, 20 episodes             |
| 2011      | Dr. Phil                                               | Herself               | Episode: "Mini Mean Girls"         |
| 2012      | Wedding Band                                           | Jenna                 | Episode: "I Love College"          |
| 2013      | The Coppertop Flop Show                                | Herself               | 2 episodes                         |
| 2013–2015 | Awkward                                                | Julie #2              | Recurring role, 11 episodes        |
| 2014      | Melissa & Joey                                         | Jordan                | 2 episodes                         |
| 2015      | Jessie                                                 | Delphina / Kim        | Episode: "Rossed at Sea, Part 1"   |

### Web
| Year      | Title                         | Role    | Notes                            |
| --------- | ----------------------------- | ------- | -------------------------------- |
| 2008      | Jonas Brothers: Band In a Bus | Herself | Episode: "Video (Hometown) Girl" |
| 2011      | Wendy                         | Wendy   | 6 episodes                       |
| 2018–2019 | The Band Formerly Known As    | Paige   | 6 episodes                       |

### Video games
| Year | Title                                | Role                 | Notes                                                                                           |
| ---- | ------------------------------------ | -------------------- | ----------------------------------------------------------------------------------------------- |
| 2008 | Kingdom Hearts Re: Chain of Memories | Naminé               | Voice                                                                                           |
| 2009 | Kingdom Hearts 358/2 Days            | Naminé               | Voice                                                                                           |
| 2010 | Kingdom Hearts Birth by Sleep        | Naminé               | Voice                                                                                           |
| 2011 | Kingdom Hearts Re:coded              | Naminé               | Voice                                                                                           |
| 2013 | Kingdom Hearts HD 1.5 Remix          | Naminé               | Voice (Re: Chain of Memories archive footage) (358/2 Days HD cutscenes archive and new footage) |
| 2014 | Kingdom Hearts HD 2.5 Remix          | Naminé               | Voice (II Final Mix HD cutscene new footage) (Re:coded HD cutscenes archive and new footage)    |
| 2015 | Until Dawn                           | Jessica "Jess" Riley | Voice and motion capture performance                                                            |
| 2019 | Kingdom Hearts III                   | Naminé               | Voice                                                                                           |

## Bài hát
| Year | Title                                                   | Notes                       |
| ---- | ------------------------------------------------------- | --------------------------- |
| 2009 | "When You Wish Upon a Star"                             | Disneymania 6               |
| 2009 | "Let's Talk About Love"                                 | Build-A-Bear Workshop Promo |
| 2010 | "Walkin' In My Shoes" (with Matthew "Mdot" Finley)      | Camp Rock 2: The Final Jam  |
| 2010 | "Tear It Down" (with Matthew "Mdot" Finley)             | Camp Rock 2: The Final Jam  |
| 2010 | "It's On" (with the cast of Camp Rock 2: The Final Jam) | Camp Rock 2: The Final Jam  |
| 2011 | "Meantime"                                              | Sironia                     |
| 2011 | "I'm All Yours"                                         | Sironia                     |
| 2013 | "Hate You"                                              | Geography Club              |

#### Other appearances
| Song                  | Year | Other artist(s)         | Album                      |
| --------------------- | ---- | ----------------------- | -------------------------- |
| "We Rock"             | 2008 | Cast of Camp Rock       | Camp Rock                  |
| "Too Cool"            | 2008 | —                       | Camp Rock                  |
| "2 Stars"             | 2008 | —                       | Camp Rock                  |
| "Our Time Is Here"    | 2008 | Demi Lovato Aaryn Doyle | Camp Rock                  |
| "Magic"               | 2009 | —                       | Wizards of Waverly Place   |
| "Walkin' In My Shoes" | 2010 | Matthew "Mdot" Finley   | Camp Rock 2: The Final Jam |
| "Tear It Down"        | 2010 | Matthew "Mdot" Finley   | Camp Rock 2: The Final Jam |

#### Other credits
| Title               | Year | Artist         | Credit                | Ref. |
| ------------------- | ---- | -------------- | --------------------- | ---- |
| A Little Bit Longer | 2008 | Jonas Brothers | Vocals ("Video Girl") |      |

### Music videos

#### As lead artist
| Year | Title                       | Director          | Ref.  |
| ---- | --------------------------- | ----------------- | ----- |
| 2009 | "When You Wish Upon a Star" | Brandon Dickerson | [ 3 ] |
| 2009 | "Let's Talk About Love"     | None              | [ 4 ] |

#### Guest appearances
| Year | Title                                                        | Artist(s)                              | Director          | Ref.   |
| ---- | ------------------------------------------------------------ | -------------------------------------- | ----------------- | ------ |
| 2008 | "We Rock" (Cast Video)                                       | Cast of Camp Rock                      | None              | [ 5 ]  |
| 2008 | "Start the Party"                                            | Jordan Francis Roshon Fegan            | Eric Covert       | [ 6 ]  |
| 2009 | "I Want You to Want Me" (10 Things I Hate About You version) | KSM                                    | Declan Whitebloom | [ 7 ]  |
| 2009 | "Remember December"                                          | Demi Lovato                            | Tim Wheeler       | [ 8 ]  |
| 2010 | "It's On"                                                    | Cast of Camp Rock 2: The Final Jam     | Brandon Dickerson | [ 9 ]  |
| 2011 | "Save Me"                                                    | Golden State featuring Tyler Blackburn | None              | [ 10 ] |
| 2012 | "Bad for You"                                                | Midnight Mirage                        | John W. MacDonald | [ 11 ] |

## Giải thưởng
| Year | Award                    | Category                                                              | Nominated work             | Result    |
| ---- | ------------------------ | --------------------------------------------------------------------- | -------------------------- | --------- |
| 2008 | Family Television Awards | Best Performance by an Actress in a TV Movie                          | Camp Rock                  | Đoạt giải |
| 2008 | Popcorn Film Festival    | Audience Award (Best TV Movie Actress)                                | Camp Rock                  | Đoạt giải |
| 2009 | Young Hollywood Awards   | Standout Performance                                                  | Dear Lemon Lima            | Đề cử     |
| 2010 | Young Artist Awards      | Best Performance by an Actress in a Supporting Role (Comedy or Drama) | 10 Things I Hate About You | Đề cử     |
| 2010 | Popcorn Film Festival    | Audience Award (Best TV Actress)                                      | 10 Things I Hate About You | Đoạt giải |
| 2010 | Popcorn Film Festival    | Female Newcomer                                                       |                            | Đề cử     |
| 2013 | L.A. Outfest             | Best Performance by an Actress in a Leading Role                      | Geography Club             | Đề cử     |
| 2014 | Family Television Awards | Best Performance by an Actress in a TV Movie                          | The Good Mother            | Đoạt giải |
| 2014 | Young Hollywood Awards   | Fan favorite Actress                                                  |                            | Đề cử     |